# Rejon nosowski
Rejon nosowski – jednostka administracyjna wchodząca w skład obwodu czernihowskiego Ukrainy.
Rejon utworzony w 1923, ma powierzchnię 1152 km² i liczy około 37 tysięcy mieszkańców. Siedzibą władz rejonu jest Nosówka.
Na terenie rejonu znajdują się 1 miejska rada 16 silskich rad, obejmujących w sumie 47 wsi.